# حملة مونتريال
كانت حملة مونتريال، وتعرف أيضًا بسقوط مونتريال، اعتداءً ثلاثي الشعب على مونتريال، والذي حدث بين الثاني والثامن من سبتمبر من عام 1760 خلال الحرب الفرنسية والهندية باعتباره جزءًا من حرب السنوات السبع الدولية. قادت الحملة، التي أُثيرت ضد جيش فرنسي مَفُوقٍ في العديد والعتاد، إلى استسلام مونتريال واحتلالها، وهي أكبر مدينة متبقية في كندا الفرنسية.
تحت الإشراف العام لجيفري أمهيرست، احتشدت القوات البريطانية التي بلغ عددها نحو 18.000 رجل في مونتريال بدءًا من يوليو من ثلاثة اتجاهات مختلفة. دخل واحد منها بقيادة أمهيرست من بحيرة أونتاريو، وجاء الثاني بقيادة جيمس موراي من كيبيك، وجاء الثالث بقيادة ويليام هافيلاند من فورت كراون بوينت. بعد الاستيلاء على المواقع والمراكز العسكرية على طول الطريق، التقت القوات الثلاثة وحاصرت مونتريال. هجر الكثير من الكنديين أسلحتهم أو سلموها للقوات البريطانية في حين بدأ حلفاء فرنسا من السكان الأصليين بالمفاوضة على معاهدات السلام والتحالفات مع البريطانيين.
كان قائد الجيش الفرنسي في المنطقة، فرانسوا غاستون دو ليفيس، عازمًا على اتخاذ موقف أخير في المدينة على الرغم من النقص العددي الساحق لقواته. ومع ذلك، حُكم ضده من قِبل بيير فرانسوا دي ريغو، ماركيز فودروي كافانيال، الحاكم المدني لكندا الفرنسية الذي أقنعه بالاستسلام. حاول ليفيس المفاوضة من أجل استسلام مع الاحتفاظ بشرف الحرب، لكن البريطانيين رفضوا هذه الشروط ووافقت السلطات الفرنسية في نهاية الأمر على الاستسلام غير المشروط في الثامن من سبتمبر. أتمّ هذا الاستيلاء البريطاني على فرنسا الجديدة على نحو فعال.

## خلفية
عقب سقوط كيبيك في عام 1759، تراجعت القوات الفرنسية غربًا. خلال الشتاء، سيطرت القوات البريطانية بقيادة جيمس موراي على كيبيك، لكن بسبب تجمُد نهر سانت لورانس كان عليهم الانتظار حتى ربيع عام 1760 حتى وصلت التعزيزات والإمدادات. في أبريل، حاول دو ليفيس إعادة الاستيلاء على كيبيك عن طريق شن هجوم مفاجئ. بعد النصر في معركة سانت فوي، ضربوا حصارًا على المدينة وانتظروا التعزيزات الفرنسية. استمر الحصار من 29 أبريل حتى 15 مايو لكن كانت السفن البريطانية مَن وصل لإغاثة الحامية ما أجبر ليفيس على كسر الحصار والتراجع.
بعد هزيمته، وصل ليفيس إلى مونتريال حيث تشاور مع الحاكم ماركيز دي فودروي حول العمليات المستقبلية. بذل كلاهما نفسه من أجل الدفاع عن مستعمرتهما التي من شأنها أن تحقق الكرامة على الرغم من الصعاب. كان ليفيس متفائلًا وقتما تلقى أنباءً من أسطول فرنسي كان قد أبحر من فرنسا قاصدًا كيبيك في 15 أبريل. سرعان ما عرف رغم ذلك أن هذا الأسطول قد اعتُرض على يد سرب حصار تابع للبحرية الملكية قبالة فرنسا وتعرض عدد من السفن للأسر إلى جانب خسارة نحو 500 جندي. نجحت بضعة سفن بالمرور وتابعت طريقها صعودًا في سانت لورانس حيث اتخذت من نهر ريستيغوش ملجًا بحلول نهاية مايو. كانوا عاجزين عن المغادرة بسبب حصار البحرية الملكية لسانت لورانس وهكذا هُزمت السفن الفرنسية المحاصَرة لاحقًا في معركة ريستيغوش في يوليو.
كان القادة البريطانيون متحمسين لإنهاء الحملة بأسرع وقت ممكن. بعد أن ازدادت قوات موراي ازديادًا جسيمًا في كيبيك، صارت المنطقة بالتالي نقطة انطلاق لغزو ما تبقى من كندا الفرنسية.  شرع البريطانيون حينئذٍ باستراتيجية للسيطرة على مونتريال، آخر معقل فرنسي كبير، حيث لن يقدروا على التراجع إلى نقطة أعمق في قارة أمريكا الجنوبية باستثناء المواقع المحفوظة في البلدان النائية. أما عن هذه الجيوش البريطانية فستخضع كلها لقيادة القائد العام جيفري أمهيرست. كان ينوي إعداد قواته الهائلة للسعي وراء نصر حاسم في مونتريال.

### توطئة
في شتاء 1759 – 1760، كانت قوة بريطانية قد انتقلت من ألبانيا إلى بحيرة أونتاريو والتقت بقوة ويليام جونسون التي كانت قد سيطرت على حصن نياغارا في العام السابق. أسستا قاعدة عمليات على بحيرة أونتاريو في أوسويغو وأنشأتا أسطولًا صغيرًا تألف من سفينتين من نوع سنو هما إتش إم إس أونونداغا وموهوك وعدة سفن تجديف وقوارب مسلحة، بهدف نقل جيش عبر نهر سانت لورانس إلى مونتريال. في الوقت نفسه، كان البريطانيون يحاربون في الحرب الأنجلو - شيروكية التي كانت قد اندلعت مبكرًا في العام في الكارولاينتين، وبعد التماس يائس من الحاكم ويليام ليتلتون كان أمهيرست قادرًا على الصفح عن 1.373 جندي لا أكثر.
انطلقت ثلاث قوات: تقدم أمهيرست شرقًا من بحيرة أونتاريو على طول نهر سانت لورانس بهدف قطع طريق التراجع الغربي على الجيش الفرنسي إلى ديترويت حيث سيتحتم عليهم مطّ الحرب وقتًا أطول. بلغ عدد قواته ما يزيد قليلًا على 10.000 رجل كان منهم أقل من 4.000 فردٍ نظامي بقليل، يتألفون من رجال من أفواج المشاة الثاني والأربعين والرابع والأربعين والسادس والأربعين والخامس والخمسين. كان البقية قوات إقليمة وسكانًا أصليين. لم يكن طريقه الأطول فقط بل الأكثر مشقة وخطورة أيضًا، بسبب التيارات السريعة لنهر سانت لورانس. ضمّت قوة ويليام هافيلاند المكونة من كتيبتين من المشاة النظاميين وقوات إقليمية بلغ عددها 3.500 رجل أفواج المشاة السابع عشر والثاني والعشرين والسابع والعشرين والأربعين والستين بالإضافة إلى حراس روبرت روجرز ذائعي الصيت. تقدموا من نيويورك العليا غبر بحيرة شامبلين عن طريق نهر ريشيليو. من المحتمل أن يصطدم هذا الشق بأشرس ما في المقاومة الفرنسية من ناحية الدفاعات والتحصينات على طول الطريق. قاد جيمس موراي الشق الثالث المكون من 4.000 رجل يتألفون من أفواج المشاة (الجبلية) الخامس عشر والثامن والعشرين والخامس والثلاثين والثالث والأربعين والسابع والأربعين والثامن والأربعين والثامن والخمسين والستين والثامن والسبعين. إضافة إلى ذلك، كان هناك حراس موسيس هيزن وعدد من السكان الأصليين الذين كانوا يستطلعون مقدمًا. تقدموا من كيبيك غربًا بمحاذاة نهر سانت لورانس واقتربوا من جزيرة مونتريال في الشرق. التقت الثلاثة في مونتريال في خطة كمّاشة قبل أن يدخل الشتاء. في المحصلة، كان تحت تصرف أمهيرست نحو 18.000 رجل كان نحو 60 بالمئة منهم (أقل من 11.000) نظاميين، والبقية تضمنوا أكثر من 6.500 جندي من القوات الإقليمية، اختيروا من كل مستعمرة شمال بينسلفانيا، وأكثر من 00 محارب إيراكوياني.